# Courtenay, North Dakota
Courtenay, North Dakota (енгл. Courtenay) град је у америчкој савезној држави Северна Дакота.

## Демографија
По попису из 2010. године број становника је 45, што је 8 (-15,1%) становника мање него 2000. године.
| Група             | 2000.       | 2010.       |
| Белци             | 53 (100,0%) | 45 (100,0%) |
| Афроамериканци    | 0 (0,0%)    | 0 (0,0%)    |
| Азијати           | 0 (0,0%)    | 0 (0,0%)    |
| Хиспаноамериканци | 0 (0,0%)    | 0 (0,0%)    |
| Укупно            | 53          | 45          |